# Neuville-sur-Seine
Neuville-sur-Seine és un municipi francès situat al departament de l'Aube i a la regió del Gran Est. L'any 2007 tenia 366 habitants.

## Demografia

### Població
El 2007 la població de fet de Neuville-sur-Seine era de 366 persones. Hi havia 148 famílies de les quals 40 eren unipersonals (8 homes vivint sols i 32 dones vivint soles), 48 parelles sense fills, 48 parelles amb fills i 12 famílies monoparentals amb fills.
La població ha evolucionat segons el següent gràfic:
Habitants censats

### Habitatges
El 2007 hi havia 188 habitatges, 154 eren l'habitatge principal de la família, 16 eren segones residències i 17 estaven desocupats. Tots els 188 habitatges eren cases. Dels 154 habitatges principals, 133 estaven ocupats pels seus propietaris, 17 estaven llogats i ocupats pels llogaters i 4 estaven cedits a títol gratuït; 8 tenien dues cambres, 16 en tenien tres, 41 en tenien quatre i 89 en tenien cinc o més. 115 habitatges disposaven pel capbaix d'una plaça de pàrquing. A 93 habitatges hi havia un automòbil i a 41 n'hi havia dos o més.

### Piràmide de població
La piràmide de població per edats i sexe el 2009 era:
| Homes | Edats   | Dones |
| ----- | ------- | ----- |
| 0     | 95 o +  | 4     |
| 0     | 90 a 94 | 0     |
| 0     | 85 a 89 | 8     |
| 4     | 80 a 84 | 4     |
| 8     | 75 a 79 | 16    |
| 4     | 70 a 74 | 12    |
| 8     | 65 a 69 | 8     |
| 8     | 60 a 64 | 8     |
| 8     | 55 a 59 | 4     |
| 12    | 50 a 54 | 20    |
| 20    | 45 a 49 | 12    |
| 4     | 40 a 44 | 4     |
| 8     | 35 a 39 | 12    |
| 20    | 30 a 34 | 20    |
| 16    | 25 a 29 | 4     |
| 0     | 20 a 24 | 8     |
| 20    | 15 a 19 | 4     |
| 8     | 10 a 14 | 8     |
| 12    | 5 a 9   | 16    |
| 12    | 0 a 4   | 12    |

## Economia
El 2007 la població en edat de treballar era de 221 persones, 165 eren actives i 56 eren inactives. De les 165 persones actives 160 estaven ocupades (84 homes i 76 dones) i 5 estaven aturades (5 dones i 5 dones). De les 56 persones inactives 18 estaven jubilades, 20 estaven estudiant i 18 estaven classificades com a «altres inactius».

### Ingressos
El 2009 a Neuville-sur-Seine hi havia 163 unitats fiscals que integraven 395 persones, la mediana anual d'ingressos fiscals per persona era de 23.622 €.

### Activitats econòmiques
Dels 18 establiments que hi havia el 2007, 5 eren d'empreses alimentàries, 3 d'empreses de fabricació d'altres productes industrials, 2 d'empreses de construcció, 4 d'empreses de comerç i reparació d'automòbils, 2 d'empreses de transport, 1 d'una empresa de serveis i 1 d'una entitat de l'administració pública.
Dels 3 establiments de servei als particulars que hi havia el 2009, 1 era un taller de reparació d'automòbils i de material agrícola, 1 paleta i 1 lampisteria.
L'únic establiment comercial que hi havia el 2009 era una fleca.
L'any 2000 a Neuville-sur-Seine hi havia 75 explotacions agrícoles que ocupaven un total de 282 hectàrees.

## Equipaments sanitaris i escolars
L'únic equipament sanitari que hi havia el 2009 era una ambulància.
El 2009 hi havia una escola elemental integrada dins d'un grup escolar amb les comunes properes formant una escola dispersa.

## Poblacions més properes
El següent diagrama mostra les poblacions més properes.